# 東阿穆奇 (喬治亞州)
東阿穆奇（英語：East Armuchee）是位於美國喬治亞州沃克縣的一個非建制地區。該地的面積和人口皆未知。

## 地理
東阿穆奇的座標為34°37′35″N 85°07′49″W / 34.62639°N 85.13028°W，而該地的平均海拔高度為278米（即912英尺）。